# Stéphane Mangin
Pour les articles homonymes, voir Mangin.
Stéphane Mangin est un physicien français, professeur à l'Université de Lorraine. Il est responsable à Nancy de l'équipe Nanomagnétisme et Electronique de spin, au sein de l’Institut Jean Lamour, une unité mixte de recherche CNRS-Université de Lorraine.
Ses recherches concernent l'étude du renversement de l’aimantation sous l’effet de différents stimulus : d’un champ magnétique, d’un courant (couple de transfert de spin, ou couple spin orbite), d’une contrainte mécanique ou d’un pulse laser femtoseconde.
Ses travaux ont des implications dans le domaine des mémoires MRAM ou du stockage de l’information dans les disques durs et plus particulièrement la technologie HAMR pour laquelle un faisceau laser aide le renversement de l’aimantation et donc l’écriture de l’information.

## Biographie
Stéphane Mangin soutient en 1997 sa thèse en physique à l’Université Joseph Fourier de Grenoble, puis effectue un post-doc à l'Université catholique de Louvain. Il travaille ensuite comme maître de conférence à l’Université Henri Poincaré de Nancy où il est habilité à diriger des recherches en 2006, puis nommé professeur[source secondaire souhaitée].
Il collabore avec des laboratoires à l'étranger, en particulier en 2004-2005, comme chercheur invité à l'Hitachi GST San Jose Research center California et en 2012-2013, comme professeur invité au Center for magnetic Recording Research à l'Université de Californie à San Diego[source secondaire souhaitée]. En 2015, il cofonde[source secondaire souhaitée] le Laboratoire international de nanoélectronique à l'Université de Californie à San Diego. En 2021-2022, il est professeur invité au Churchill College, de l'Université de Cambridge[source secondaire souhaitée].
Depuis 2009, Stéphane Mangin est responsable scientifique du projet Tube Daνm (Dépôt et analyse sous ultravide de nano-matériaux), un équipement unique au monde de 70 mètres de long. Ce tube permet à des chercheurs et des entreprises de travailler sous ultravide pour tirer profit des propriétés de matériaux dans ces conditions particulières, permettant entre autres d'envisager les mémoires de demain.
Il organise ou co-organise des colloques internationaux : depuis 2009, le Magnetic Single Nano-Object Workshop & School[source insuffisante] et depuis 2014, le World Materials forum.

## Honneurs
- 2007 : Membre junior de l’Institut Universitaire de France
- 2008 : Premier prix du chercheur de la région Lorraine
- 2010 : Président de la section locale de Lorraine de la Société Française de Physique
- 2015 : Membre de l'Académie Lorraine des Sciences
- 2017 : Membre sénior de l’Institut Universitaire de France[5]
- 2018 : Fellow de l'American Physical Society
- 2019 : Président de la section française de l'IEEE Magnetics Society (en)
- 2021 : IEEE Fellow of the Magnetic Society
- 2021 : Fellow of the Churchill College - Cambridge

### Décoration
- Chevalier de l'ordre national du Mérite (nommé le 15 mai 2025)[6].